# Askums kyrka
Askums kyrka är en kyrkobyggnad belägen i Askum, Sotenäs kommun. Sedan 2010 tillhör kyrkan Södra Sotenäs församling (tidigare Askums församling) i Göteborgs stift. 

## Historia
Den nuvarande kyrkan byggdes 1878-1880 av byggmästaren Per Thorsén, Varola efter ritningar av byggmästaren Anders Pettersson, Värsås, som uppfört många kyrkor i västra Sverige. Det är en åttkantig centralkyrka – den enda i sitt slag i Bohuslän. Den ersatte en medeltida kyrka som revs 1885.
Kyrkan invigdes två gånger. Första gången 1880 av prosten Wetterqvist, men eftersom den inte ansågs färdigbyggd då, så återinvigdes den 1886 av biskop Gustaf Daniel Björck. Kostnaden för kyrkbygget blev 45 732 kronor.

## Kyrkobyggnaden
Kyrkan är byggd av granit från en gård i trakten. Granitfasaden har flera medeltidsinspirerade detaljer i likhet med många samtida kyrkor. Exteriören är i stort sett oförändrad sedan byggnadstiden. I dess mittparti finns en hög fönstergenombruten lanternin. Tvärskeppsarmar skjuter ut i norr och söder. I öster återfinnes koret och i väster ett goticerande torn. Grundplanen får därigenom formen av ett grekiskt kors. Kyrkans tak är av trä belagt med skifferplattor. Lanterninen och tornspiran har kopparbeläggning. Kyrkan har återkommande drabbats av fuktskador, som har reparerats ungefär vart tionde år.
Några år efter att kyrkan stod färdig insattes en ved-och-kokseldad kamin vid östra läktaren och senare en liknande även vid den västra läktaren. 1935 byggdes ett särskilt pannrum och 1955 insattes där en oljepanna. Bergvärme tillkom 2007 och ett konvektorsystem för uppvärmning 2010. År 2014 byttes hela den elektriska installationen ut och man fick elektronisk styrning av belysning och klockringning.

## Takmålningar
Den medeltida kyrkan hade takmålningar som var utförda av Christian von Schönfeldt under första hälften av 1700-talet. Vid rivningen togs en del takbrädor om hand som byggnadsmaterial och är nu uppsatta, fast i oordning, i den nya kyrkans bårhus.

## Inventarier
- En skulpterad dopfunt av täljsten från 1200-talet förvaras på Göteborgs stadsmuseum. Den är i tre delar med en höjd av 93 cm och har en fyrpassformad cuppa med bladornament, skaft och en fot med tre armar, utformade som vilddjur som biter i människomasker vilka djuren håller mellan tassarna. Den är ett av Knippekolonnmästarens tre kända verk.[3] Den gamla dopfunten har ersatts av en i nyklassicistisk stil  i vitt och guld.
- Altaruppsatsens enkla kors byttes 1940 ut mot en oljemålad altartavla utförd 1940 av Nils Asplund, som återger Jesus på korset.
- Granitkolonner flankerar altaruppsatsen, är enligt uppgift huggna och polerade av straffångar från Varbergs fästning. Tillverkningen skedde på Bohus-Malmön.
- Nattvardskärl i silver från 1700-talet.
- En donation möjliggjorde inköp av de kristallkronor år 1905.

## Kyrkklockor
- Storklockan blev gjuten 1914.
- Lillklockan är gjuten år 1768 av Abraham Wetterholtz (1739-1795), son till klockgjutaren Andreas Wetterholtz (1699 el. 1702-1771) i Malmö, som etablerade sitt klockgjuteri i Göteborg 1769.[4]

## Orgel
Den första orgeln med elva stämmor, byggd av Salomon Molander installerades 1882. Den byggdes 1955 om av Lindegren Orgelbyggeri AB, varvid stämmorna utökades till sjutton fördelade på två manualer och pedal.

## Bilder

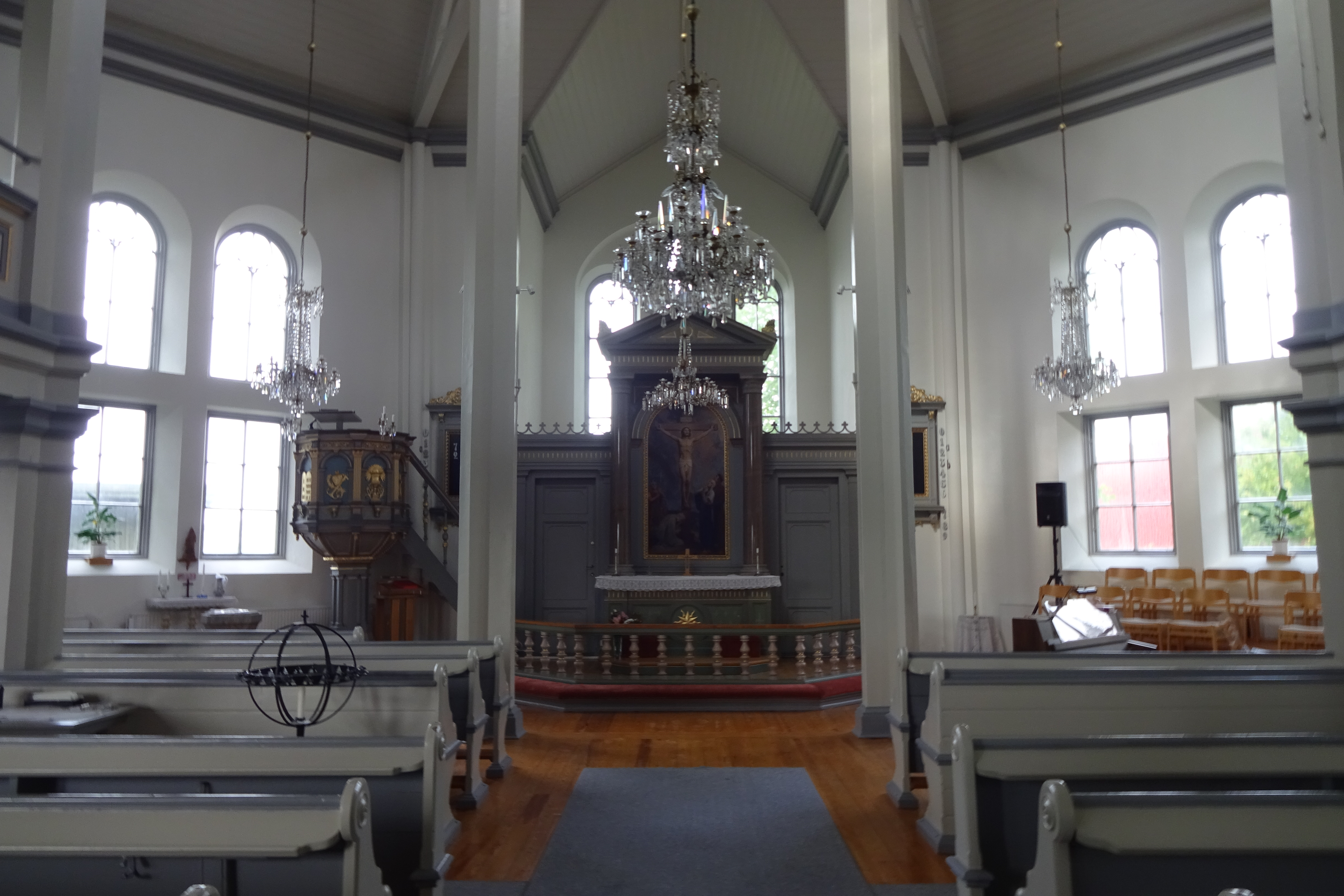
Kyrkans interiör mot altaret.
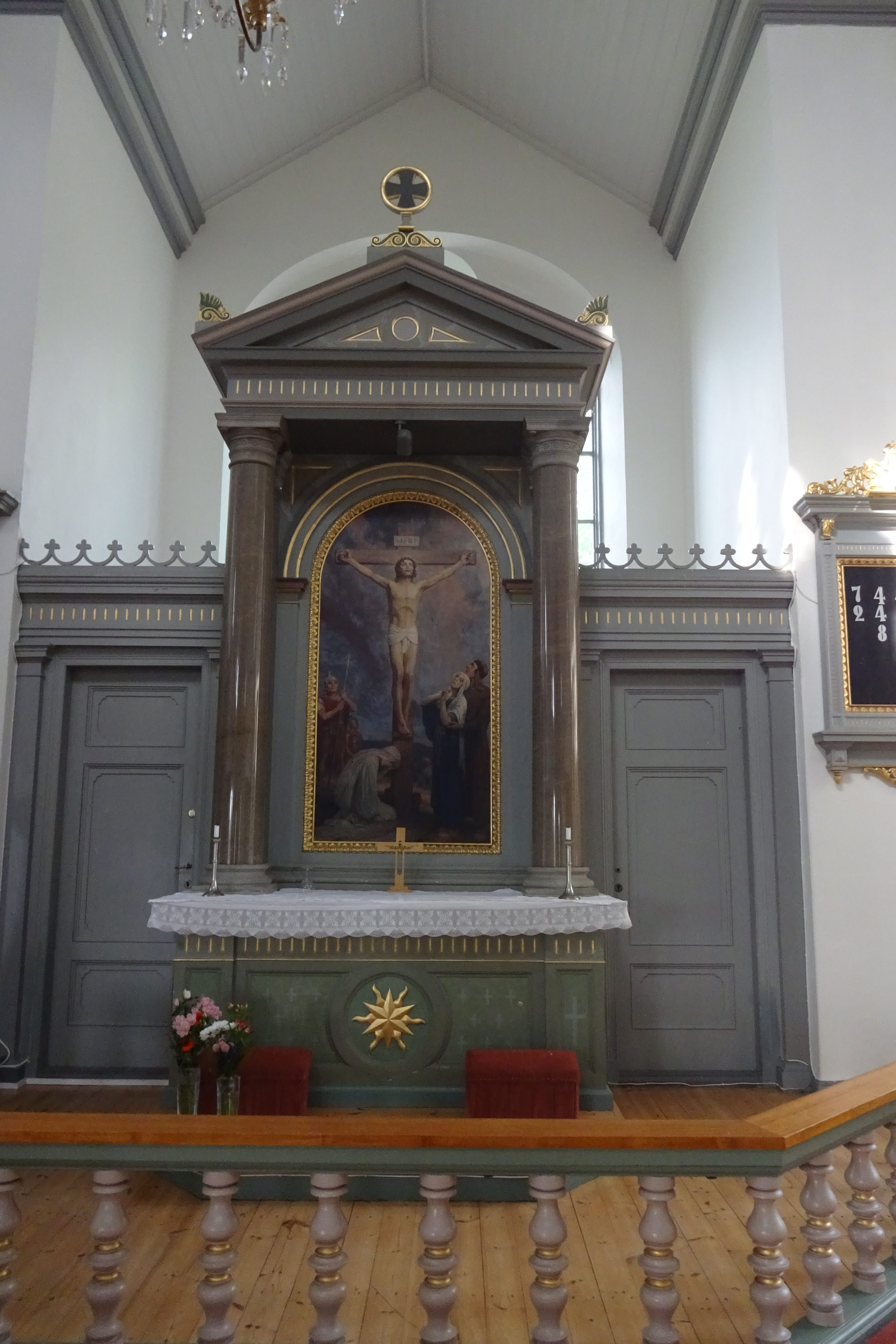
Altaret.
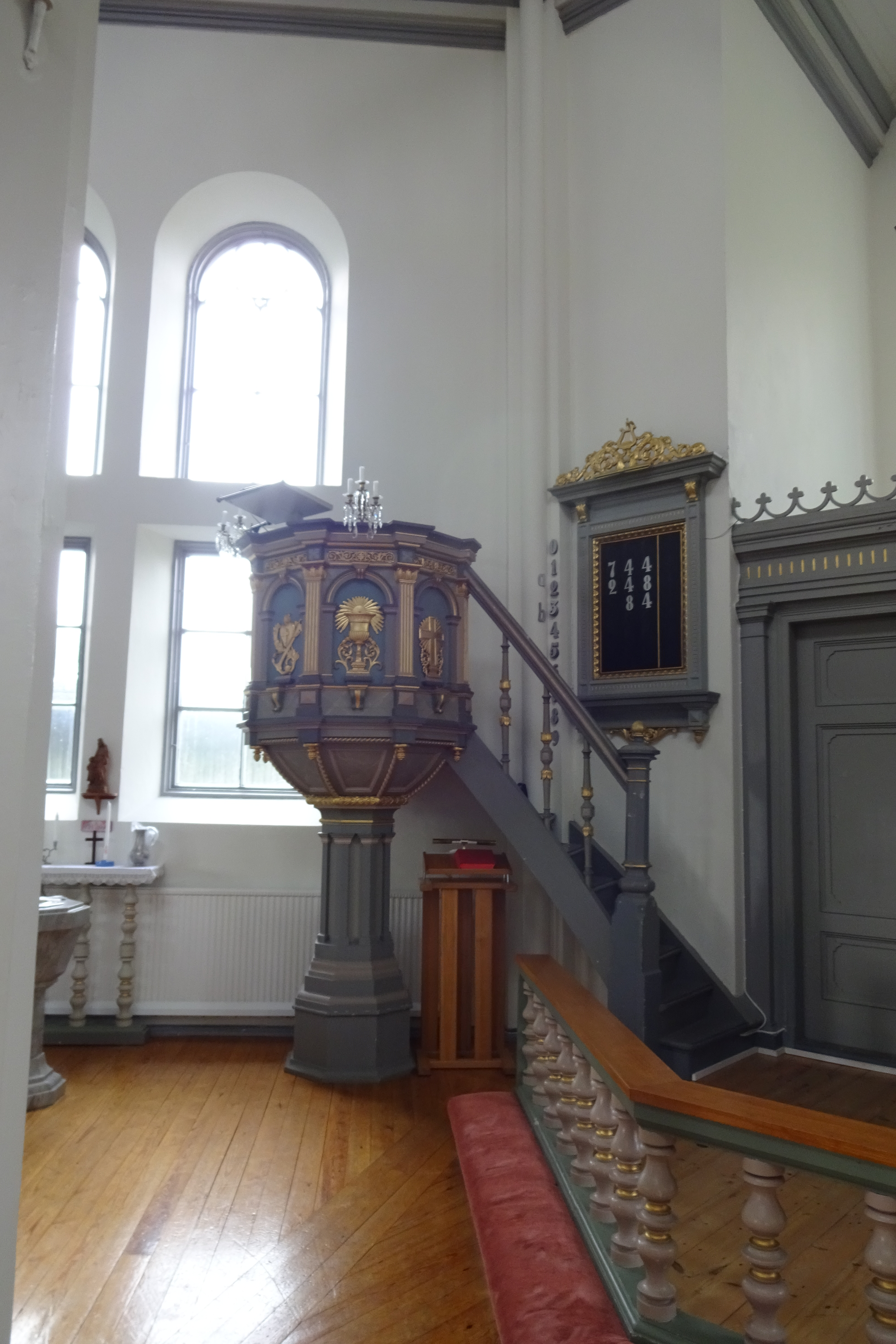
Predikstolen.
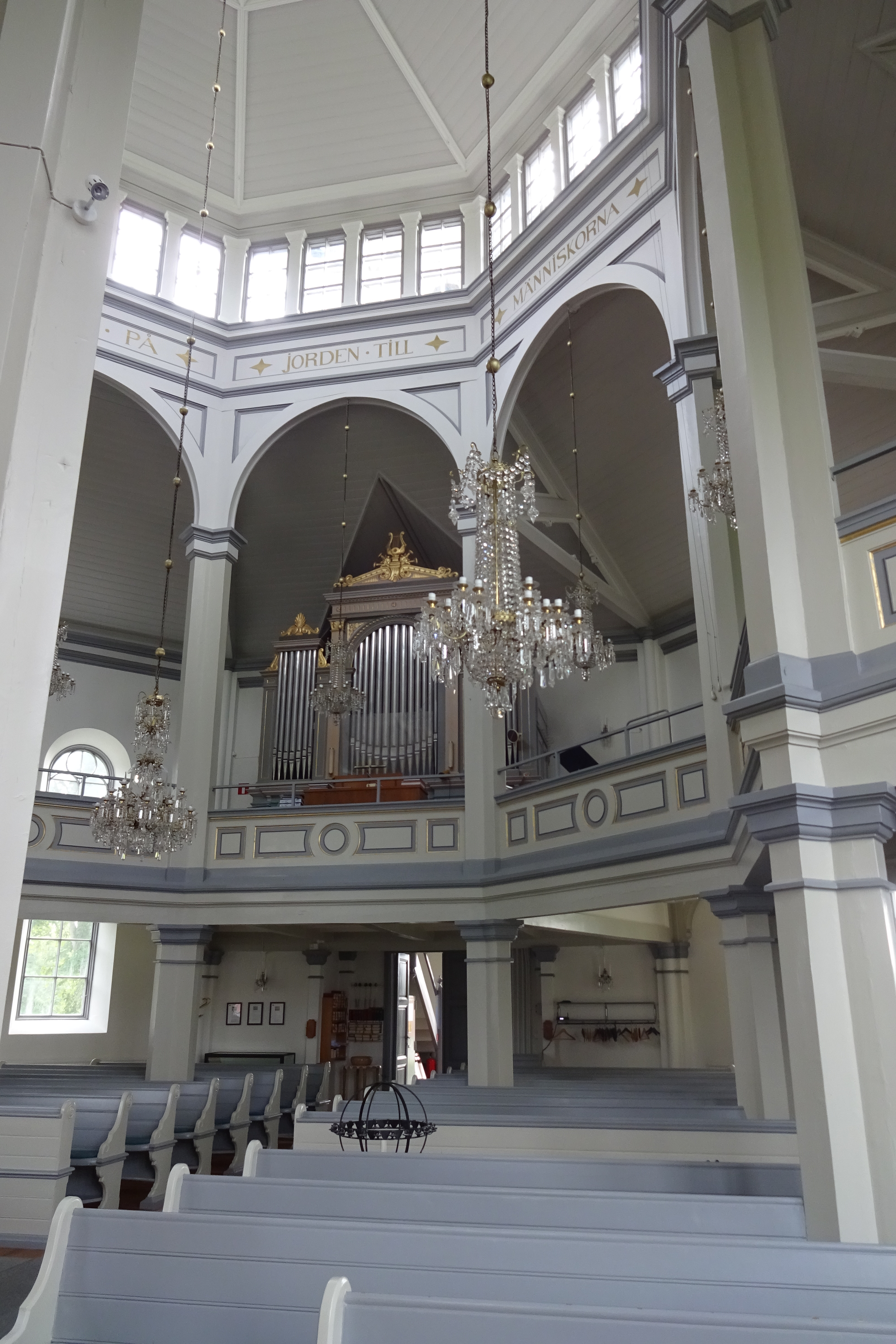
Orgelläktaren.
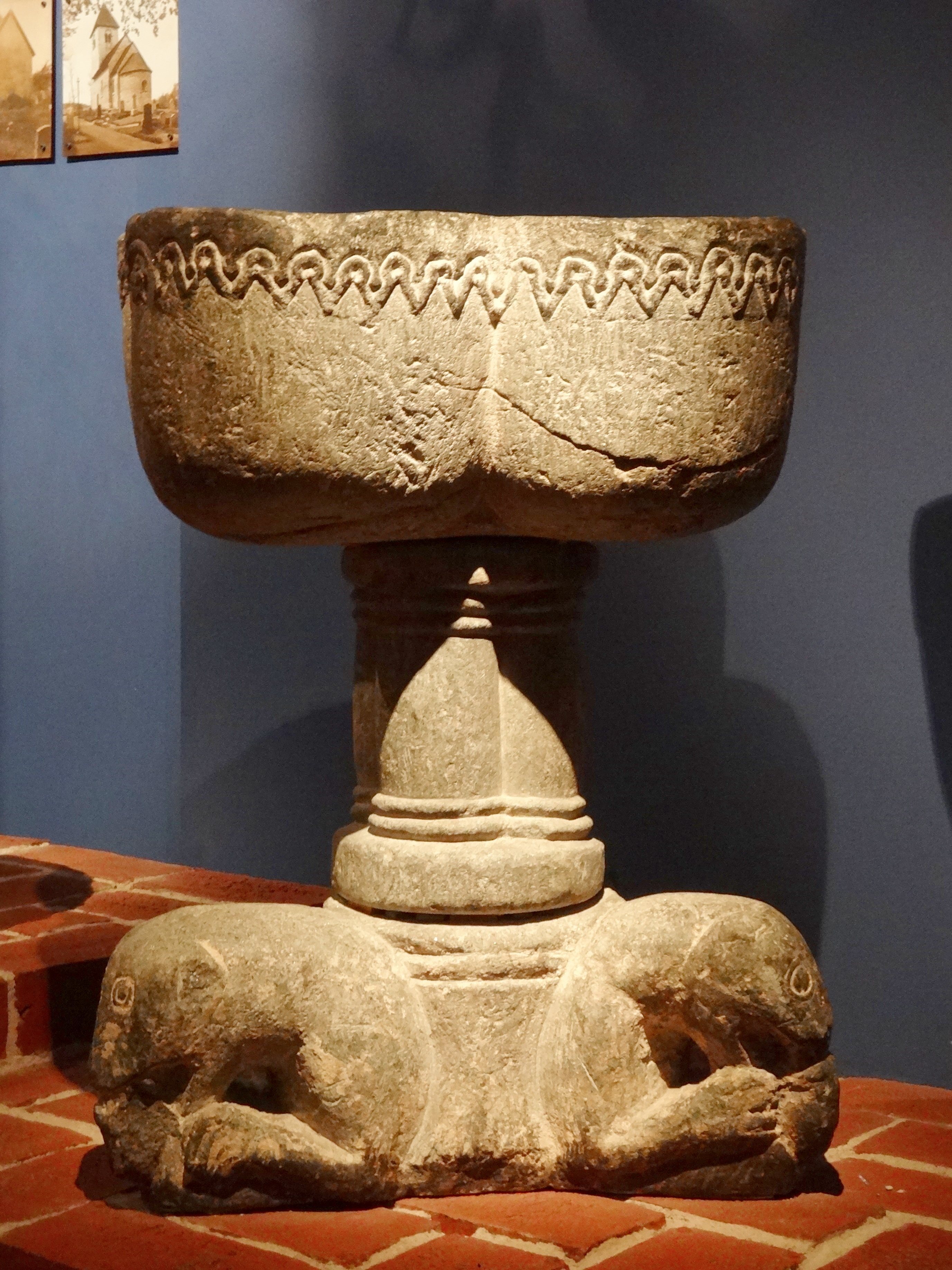
Dopfunten.
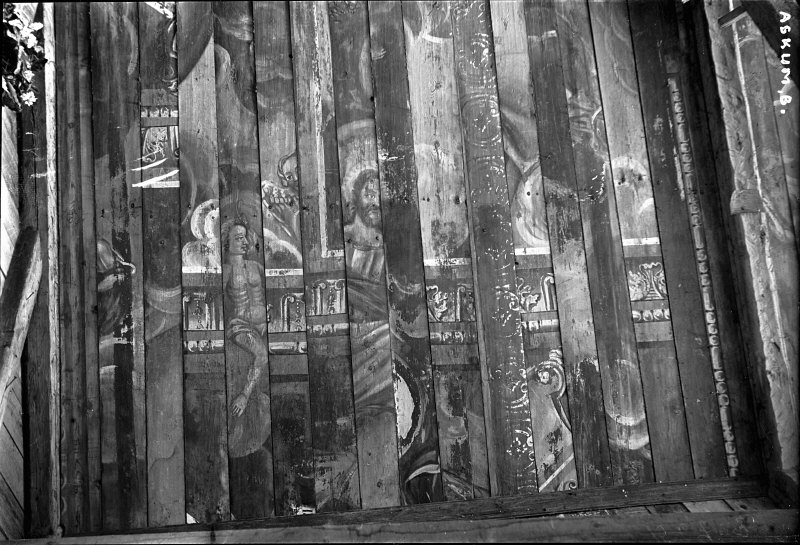
Del av de bemålade brädorna i bårhustaket.